# Visy Zsolt
Visy Zsolt (Szeged, 1944. május 23. –) magyar régész, muzeológus, az MTA doktora (2002), a Pécsi Tudományegyetem professor emeritusa. 1998–2000 között a Nemzeti Kulturális Örökség Minisztérium kulturális helyettes államtitkára, 2016–2019 között a dunai limes világörökségi pályázatának miniszteri biztosa.

## Életpályája
Középiskolai tanulmányait a szegedi Radnóti Miklós Kísérleti Gimnáziumban végezte. 1962–1967 között az ELTE BTK régészet–latin szakán tanult. 1967–1983 között muzeológusként dolgozott a szentesi Koszta József Múzeumban, majd a dunaújvárosi Intercisa Múzeum igazgatója.
1984-től kezdett adjunktusként a régészeti kutatások mellett oktatói munkát a Pécsi Tudományegyetemen, 1995-től docens, 1998-tól egyetemi tanár. 1994–1996 között a Janus Pannonius Tudományegyetem Bölcsészettudományi Karának dékánhelyettese, 1996–1998 között dékánja. 1993–1998 között az Ókortörténeti Tanszék, 2003–2011 között a Régészeti Szeminárium, Régészeti Tanszék tanszékvezetője.
1998–2000 között a Nemzeti Kulturális Örökség Minisztérium kulturális helyettes államtitkára, 2016. június 1-től Lázár János kinevezte a Miniszterelnökség „a római birodalom határai - A dunai limes magyarországi szakasza” világörökségi várományos helyszín világörökség jegyzékébe történő jelölésével és a Hajógyári-szigeten fekvő helytartói palota bemutatásával összefüggő feladatok koordinációjáért felelős miniszteri biztosává. Megbízatása 2020. november 4-ig volt érvényben, mígnem Gulyás Gergely 2019. július 5-ei hatállyal vissza nem vonta megbízatását.

## Tudományos pályafutása

### Kutatási területe
- A Római Birodalom határvédelme
- Antik technikatörténet
- Ókeresztény régészet
- Római epigrafika és katonai diplomák
- Római hadtörténet

### Régészeti tevékenysége során a következő ásatásokat vezette
- 1967-1981: Intercisa (Dunapentele)
- 1981-1983: Római fürdő Weißenburg
- 1972, 1987-2011: Lussonium, (Dunakömlőd)
- 1996-1998: Római villa Babarcon
- 2001-2002: Római fürdő és romkert Zülpich
- 2005-2006: Pécsi ókeresztény sírkamrák Pécs
- 2007: Légirégészeti kutatások Dacia keleti limesén

### Tagsága tudományos testületekben
- Magyar Régészeti és Művészettörténeti Társulat 1963-
- Ókortudományi Társaság 1963- (1997-2003 alelnök, 2003-2006 főtitkár)
- ICOMOS Magyar Nemzeti Bizottság Régészeti Műemlékhelyek Szakbizottsága 1994- (2000-től elnök)
- Magyar Világörökségi Bizottság ügyvezető elnöke 1998-2000
- Deutsches Akademisches Institut levelező tagja 2002-
- Szent István Tudományos Akadémia rendes tagja 2002-
- MTA Ókortörténeti Bizottság 2002-2005
- Professzorok Batthyány Köre 2004- (2012-től kezdve a Pécsi Csoport elnöke)
- Felsőoktatási Tudományos Tanács 2004-2007
- Society of Antiquaries of London rendes tagja, FSA 2006-
- Magyar Limes Szövetség alapító tagja és elnöke 2008-
- ICAHM európai elnökhelyettese 2009-
- European Association of Archaeologists
- Aerial Archaeological Research Group
- Verein zur Förderung der Christlichen Archäologie Österreichs
- MTA Régészeti Bizottság 2012-
- ICOMOS Magyar Nemzeti Bizottság alelnöke 2012-
- UNESCO Magyar Nemzeti Bizottság Kulturális Szakbizottság elnöke 2012-

## Kitüntetései
- Révay-díj (1978)
- Széchenyi professzori ösztöndíj (1997–1998)
- Pro urbe díj (Paks, 2007)
- Ábel Jenő emlékérem (2008)
- Dunaújváros díszpolgára (2009)
- Rómer Flóris-emlékérem (2009)
- A Magyar Érdemrend tisztikeresztje (2011)

## Főbb publikációi
- Visy Zsolt, Mráv Zsolt (szerk.): A Seuso-kincs és Pannonia / The Seuso Treasure and Pannonia. PTE Régészet Tanszék, Pécs, 2013, ISBN 9789638939449
- The Ripa Pannonica in Hungary., Budapest, 339 p. (2007) (magyarul megj.: 2003)
- Intercisa. Dunaújváros a római korban. (magyarul, angolul és oroszul)., Corvina, Budapest, 94 p.
- Die Wagendarstellungen der pannonischen Grabsteine., Pécs, 190 p. (német) 1993
- Archäologische Forschungen an der östlichen Grenze von Dacia superior., Ex officina… Studia in honorem Dénes Gabler. Győr, pp. 587–598 (német), 2009
- The Mapping of the South Western Limes of Dacia., The Army and Frontiers of Rome, Journal of Roman Archaeology, Portsmouth, Rhode Island, pp. 115–126 (angol) 2009
- Praesidia et burgi in the early Roman Empire., Limes XX. Gladius, Anejos 13, pp. 59–66 (angol) 2008
- Megjegyzések a segédcsapatok daciai diszlokációjához., Pécsi történeti katedra. Pécs, pp. 71–90 (magyar) 2007
- Neuere Untersuchungen von Hilfstruppen römischer Auxiliardiplome., Militärdiplome. Stuttgart, pp. 247–265 (német) 2003
- Wagen und Wagenteile., Die Alamannenbeute aus dem Rhein bei Neupotz. RGM Monographien 34,1-4. Mainz, 283 p. (német) 1984
- Regelmäßigkeiten in der Entlassung der Auxiliarsoldaten aufgrund der Militärdiplome., Acta Arch.Hung 36,, pp. 53–72 (német) 1977
- 'Ripam omnem quaesivit'. Ünnepi tanulmányok prof. Visy Zsolt 65. születésnapjára tanítványaitól; PTE BTK–Városi Múzeum, Pécs–Paks, 2009 (Specimina nova dissertationum ex Institutio Historiae Antiquae et Archaeologiae Universitatis Quinqueecclesiensis Supplementum)
- David J. Breeze–Sonja Jilek–Andreas Thiel: A Római Birodalom határai / Visy Zsolt: A római limes Magyarországon; 2. jav. kiad.; PTE Régészet Tanszék, Pécs, 2009
- A Danube Limes Program régészeti kutatásai 2008 és 2011 között. Jelentés a Danube Limes UNESCO World Heritage Site pályázat keretében a PTE BTK Régészet Tanszékének kutatócsoportja által végzett kutatásokról; szerk. Visy Zsolt; PTE Régészet Tanszék, Pécs, 2011
- A déli harangszó Magyarországon és a nagyvilágban; szerk. Visy Zsolt; Zrínyi Média, Budapest, 2011
- A Római Birodalom limese. Pannonia határa mint világörökségi helyszín. A Danube Limes program kiállítása; Danube Limes Programme, Pécs, 2011
- Rómaiak a Dunánál. A Ripa Pannonica Magyarországon, mint világörökségi helyszín; szerk. Visy Zsolt; Pécsi Tudományegyetem Régészet Tanszéke, Pécs, 2011
- Tanulmányok a székelység középkori és fejedelemség kori történelméből; szerk. Sófalvi András, Visy Zsolt; Pro Énlaka Alapítvány–Haáz Rezső Múzeum, Énlaka–Székelyudvarhely, 2012 (Énlaka konferenciák)